# Бу (Горња Саона)
Бу (фр. Boult) насеље је и општина у источној Француској у региону Франш-Конте, у департману Горња Саона која припада префектури Везул.
По подацима из 2011. године у општини је живело 544 становника, а густина насељености је износила 37,21 становника/km². Општина се простире на површини од 14,62 km². Налази се на средњој надморској висини од 258 метара (максималној 351 m, а минималној 217 m).

## Демографија
| 1962. | 1968. | 1975. | 1982. | 1990. | 1999. | 2011. |
| ----- | ----- | ----- | ----- | ----- | ----- | ----- |
| 325   | 317   | 334   | 336   | 348   | 420   | 544   |

График промене броја становника у току последњих година